# Aaron ben Meïr
Pour les articles homonymes, voir Meir.
Aaron ben Meïr est l'un des scholarques majeurs des académies talmudiques de la terre d'Israël dans la première moitié du Xe siècle.
Son nom est principalement associé à la lutte contre l'influence du karaïsme en terre d'Israël et, surtout, à la controverse autour de la fixation du calendrier hébraïque à la suite de ses innovations en la matière.

## Éléments de biographie
Rien n'est connu de sa vie. Lui-même disait descendre de Hillel, mentionnant Rabban Gamliel et Juda Hanassi parmi ses ancêtres, et s'attribuait non seulement le titre de Gaon de la yeshiva d'Eretz Israël, située à Jérusalem, Tibériade ou Ramle, mais aussi celui de Nassi, entendant donc combiner en lui une autorité équivalente à celle de l'exilarque et des scholarques de Babylonie. Ces prétentions pourraient s'expliquer par la fin momentanée des persécutions anti-juives qui avait accompagné la conquête musulmane, Aaron ben Meïr ayant voulu restaurer la position des patriarches de la maison de Hillel. Il lutta ardemment contre les Karaïtes, possédant alors une forte présence en terre d'Israël, particulièrement à Jérusalem, et fit pour ce faire de fréquents voyages à Bagdad, afin d'obtenir l'aide des Gueonim et de l'exilarque. Bien que Saadia ait longuement résidé en terre d'Israël, aucune information n'est connue sur les relations entre les deux hommes, avant la controverse du calendrier.

## La controverse du calendrier
Ben Meïr introduisit une nouvelle règle dans la fixation du molad (conjonction lunaire) du mois de Tishri, selon laquelle il décrétait qu'en 921, 922 et 927 EC, Rosh Hashana, Pessa'h et les fêtes juives en dépendant devaient être célébrées deux jours avant la date prescrite selon le calendrier traditionnel.
Il déclara que le premier jour de Tishri devait être celui de la nouvelle lune, sauf si celle-ci survenait plus de 642 parties (35⅔ minutes, une "partie" étant 1/1080e d'une heure ou 1/18e d'une minute, soit 3⅓ secondes) après midi, auquel cas le 1er Tishri devrait être postposé (dehiya molad zaqen). 
Il est possible que le but de cette règle ait été de restaurer la détermination du calendrier à partir de Jérusalem, non de Babylone, le méridien de Babylone se produisant 642 parties après celui de Jérusalem, correspondant à une différence de longitude de 8° 55'. 
Il est également possible que Ben Meïr plaçait le moment de la Création du monde en Nissan, au printemps, alors qu'elle a eu lieu, selon le Talmud de Babylone, en Tishri, en automne. Dans cette dernière hypothèse, la nouvelle lune serait apparue lors des six jours de la Création le vendredi, à la quatorzième heure du jour (correspondant à 8 heures du matin), tandis que si la Création avait eu lieu en Nissan, la nouvelle lune se serait produite un mercredi à la 9e heure et 642 parties (35⅔ minutes).
Le sage et érudit Saïd ben Yosseph, qui demeurait en ce temps à Bagdad, objecta ainsi que les académies babyloniennes. Ben Meïr refusa cependant de prêter attention à leurs injonctions, se réclamant seule autorité compétente en matière d'astronomie; sa réputation et celle de sa famille lui gagnèrent l'appui de nombreux Juifs dans de nombreux pays, qui célébrèrent effectivement les fêtes deux jours plus tôt qu'à Babylone et dans les communautés qui la suivaient.
L'exilarque de l'époque, David ben Zakkaï, et de nombreux notables babyloniens lui adressèrent de nombreuses missives, le suppliant de ne pas causer de schisme entre les communautés juives. Ben Meïr répondant avec arrogance, il s'ensuivit une controverse étalée sur cinq ans, dont la rédaction du Sefer Hamo'adim de Saïd ben Yosseph fut un moment fort. 
 Ben Meïr fut finalement excommunié par David ben Zakkaï, ce qui mit fin à l'agitation.
La controverse eut pour effet de consolider le pouvoir de Babylone sur la diaspora juive. Par ailleurs, Ben Zakkaï fut convaincu de la nécessité de faire cesser la querelle entre les académies de Soura et Poumbedita, et de revitaliser Soura

## Analyse
Isaac Broydé, ainsi que la plupart des spécialistes de la controverse, ne l'ont envisagée que sous un angle politique, faisant de Ben Meïr un agitateur comptant saper l'autorité de Babylone, en particulier de l'exilarque, dont l'une des plus importantes prérogatives était précisément la fixation des fêtes et le calcul du calendrier. L'exilarque n'aurait en effet pas été un homme instruit, ni bien accepté, et son autorité aurait déjà été contestée par Mar Cohen Tzedek, Gaon de Poumbedita. Cette analyse est renforcée par le fait qu'en 928, après la résolution de la dispute (aucune communauté ne suivit le calendrier de Ben Meïr en 927), l'exilarque éleva à la dignité de Gaon, en dépit de toutes les oppositions, Saïd ben Yosseph (natif, qui plus est, d'Égypte et non de Babylone), principal opposant à Ben Meïr.
Cependant, selon une autre tradition rapportée dans la lettre de Sherira, Cohen Tzedek (s'il s'agit de la même personne) n'était pas un opposant, mais un partisan de l'exilarque (ce qui concorde avec son attitude dans une affaire ultérieure), et Saadia aurait été promu à la suite de ses controverses avec les karaïtes, un courant opposé tant à l'exilarque qu'aux académies.
Henry Malter, dans son ouvrage sur Saadia Gaon, suppose que Ben Meïr voulait réellement optimiser la règle, et réduire la fréquence du dehiya molad zaken (bien que son but n'ait pas été uniquement scientifique), ce qui est confirmé par Remy Landau, qui reconstitue ses calculs.